# Юниън
Вижте пояснителната страница за други значения на Юниън.
Юниън (на английски: Union) е град в окръг Юниън, щата Орегон, САЩ. Юниън е с население от 1926 жители (2000) и обща площ от 6,4 km². Намира се на 850,7 m надморска височина. ЗИП кодът му е 97883, а телефонният му код е 541.